# Modinagar
Modinagar es  una ciudad y municipio situada en el distrito de Ghaziabad en el estado de Uttar Pradesh (India). Su población es de 130325 habitantes (2011). Se encuentra a 45 km al noreste de Nueva Delhi.

## Demografía
Según el censo de 2011 la población de Modinagar era de 130325 habitantes, de los cuales 69268 eran hombres y 61057 eran mujeres. Modinagar tiene una tasa media de alfabetización del 88,43%, superior a la media estatal del 67,68%: la alfabetización masculina es del 93,56%, y la alfabetización femenina del 82,69%.